# قصص ما قبل النوم (مسلسل)
قصص ماقبل النوم (بالإنجليزية: Tim & Eric's Bedtime Stories) مسلسل كوميديا ورعب أمريكي. اعداد وبطولة تيم هيديكر وإريك وارهايم. يُعرض على قناة ادلت سويم. بثت الحلقة التجريبية من المسلسل في 31 أكتوبر، 2013، وبدأ عرض الموسم الأول رسمياً في 18 سبتمبر، 2014.
بدأ عرض الموسم الثاني من المسلسل في 10 سبتمبر، 2017.

## الحلقات

### نظرة عامة
| الموسم | الموسم           | عدد الحلقات      | تاريخ البثّ الأصلي              | تاريخ البثّ الأصلي              |
| الموسم | الموسم           | عدد الحلقات      | أول عرض                        | آخر عرض                        |
| ------ | ---------------- | ---------------- | ------------------------------ | ------------------------------ |
|        | الحلقة التجريبية | الحلقة التجريبية | 31 أكتوبر، 2013                | 31 أكتوبر، 2013                |
|        | 1                | 7                | 18 سبتمبر، 2014                | 30 أكتوبر، 2014                |
|        | 2                | 6                | 10 سبتمبر، 2017                | 1 أكتوبر، 2017                 |
|        | حلقات خاصة       | حلقات خاصة       | 6 نوفمبر، 2015؛ 4 ديسمبر، 2015 | 6 نوفمبر، 2015؛ 4 ديسمبر، 2015 |

### الحلقة التجريبية (2013)
| عنوان الحلقة "بالإنجليزية"                                                                                       | اخراج                    | كتابة                    | تايخ العرض     | عدد المشاهدين (بالمليون) |
| --- | ------------------------ | ------------------------ | -------------- | ------------------------ |
| «Haunted House»                                                                                                  | تيم هيديكر وإريك وارهايم | تيم هيديكر وإريك وارهايم | 31 أكتوبر 2013 | 1.268                    |
| من أجل الحصول على إرث جدهما يضطر تيم وإريك إلى الإنتقال بيته المسكون طيلة حياتهم. (ضيف الحلقة: زاك غاليفياناكيس) |                          |                          |                |                          |

### الموسم الأول (2014)
| التسلسل الإجمالي | تسلسل الموسم | عنوان الحلقة "بالإنجليزية" | اخراج                    | كتابة                    | تايخ العرض     | عدد المشاهدين (بالمليون) |
| --- | ------------ | -------------------------- | ------------------------ | ------------------------ | -------------- | ------------------------ |
| 1 | 1            | «Hole»                     | تيم هيديكر وإريك وارهايم | تيم هيديكر وإريك وارهايم | 18 سبتمبر 2014 | 1.152                    |
| تنتقل عائلة دينيس "ميرف" مورفي (إريك) لجوار بيت برينر (تيم)، رجل شقي يُعذب ويضايق ميرف بسبب رفضه قضاء الوقت معه وأصدقائه. |              |                            |                          |                          |                |                          |
| 2 | 2            | «Toes»                     | تيم هيديكر وإريك وارهايم | تيم هيديكر وإريك وارهايم | 25 سبتمبر 2014 | غ/م                      |
| يواجه المحقق ميلر (م. إيمرت ولش)، الطبيب ستورك المُختص في "قطع الأصابع" (بوب أودينكيرك)، عندما يجد بعض التناقضات المقلقة بتحقيقهُ في النفايات الطبية لعيادة الطبيب. |              |                            |                          |                          |                |                          |
| 3 | 3            | «The Bathroom Boys»        | تيم هيديكر وإريك وارهايم | تيم هيديكر وإريك وارهايم | 2 أكتوبر 2014  | 0.827                    |
| تيم، إريك وزاك ثلاث شبان غرباء، يعيشون ويعملون في المرحاض العام في بناية ستانتون، يلتقي زاك بشابة ما في متجر الحلويات، وتتطور الأمور لموعد ثلاثي للشبان مع ثلاث أخوات من إنجلترا. (ضيوف الحلقة: زاك غاليفياناكيس، لورين كوهان) |              |                            |                          |                          |                |                          |
| 4 | 4            | «Angel Boy»                | تيم هيديكر وإريك وارهايم | تيم هيديكر وإريك وارهايم | 9 أكتوبر 2014  | 1.003                    |
| يزور الرجل الشاب المغني سكوتي أندروز (تيم)، منزل دان ديلمر (إريك) ويبيعه قرص مدمج يحتوي على أغاني، عندما سماعه الأغاني يُسحر الأب دان بصوت الرجل الشاب ويصبح مهووساً بأغانيه ويدعوه لحفل عيد ميلاد ابنه. |              |                            |                          |                          |                |                          |
| 5 | 5            | «Roommates»                | تيم هيديكر وإريك وارهايم | تيم هيديكر وإريك وارهايم | 16 أكتوبر 2014 | 0.843                    |
| يُرحب الممثل ومحضر المشروبات الموهوب فرانكلين بينغ (تيم) بصديقه الممثل ونادل القهوة توني كاي. دورت (إريك) في منزله ليشاركه السكن. تتوتر العلاقة بين الأصدقاء عندما يكتشف فرانكلين بعلاقة توني الجنسية مع والدته. |              |                            |                          |                          |                |                          |
| 6 | 6            | «The Endorsement»          | تيم هيديكر وإريك وارهايم | تيم هيديكر وإريك وارهايم | 23 أكتوبر 2014 | 0.817                    |
| للحفاظ على صورته المهنية يعمل الممثل جيسن شوارتزمن على تفادي الإعلانات التجارية، حتى تتمكن مديرة أعماله بخداعة بعقد صفقة إعلان تجاري لن يُعرض داخل الولايات المتحدة. يصور الإعلان خلال نوم الممثل، بعدها يفاجئ جيسن بعرض الإعلان في الولايات المتحدة وتشويه صورته. (ضيوف الحلقة: جيسن شوارتزمن، جيمي كيميل، شيرا لازار، دون لويس، برينت واينباك) |              |                            |                          |                          |                |                          |
| 7 | 7            | «Baby»                     | تيم هيديكر وإريك وارهايم | تيم هيديكر وإريك وارهايم | 30 أكتوبر 2014 | غ/م                      |
| بعد أن يشاهد إعلان تلفزيونياً يتصل جوردان تيرب (جون سي رايلي) بشركة توفر برامج تطويرية متعلقة بالأطفال، بعدها ينتهي به المطاف عندما يسرقه الأخوين المحتالين (تيم وإريك) المتنكرين كمدربين إجتماعيين. (ضيوف الحلقات: لوري ميتكالف، جون سي. رايلي)                                                                                                 |              |                            |                          |                          |                |                          |

### حلقات خاصة
| عنوان الحلقة "بالإنجليزية" | اخراج                    | كتابة                    | تايخ العرض    |
| --- | ------------------------ | ------------------------ | ------------- |
| «Sauce Boy» | تيم هيديكر وإريك وارهايم | تيم هيديكر وإريك وارهايم | 6 نوفمبر 2015 |
| يساعد رجل المافيا بوبي بالونا (تيم) شخصاً يعاني من الإدمان غاري رويس (إريك)، بعد أن يتخلص من إدمانه على أكل الحفاضات يجد غاري نفسه متطوراً بالعمل للعصابة. |                          |                          |               |
| «Tornado» | تيم هيديكر وإريك وارهايم | تيم هيديكر وإريك وارهايم | 4 ديسمبر 2015 |
| بعد أن تتعرض مقاطعة ساينت تشارلز لإعصار قوي يقتلع خزان المياه الثقيلة لمنزل عائلة مات والذي يحتوي على حيواناته المنوية من فترة المراهقه، يأخد الإعصار الخزان ويصل إلى مستشفى تديره كنيسة المقاطعة مما يضظر مات لمواهجة قس الكنيسة. (ضيوف الحلقة: لانس ريديك، كورتوود سميث) |                          |                          |               |

## وصلات خارجية
- الموقع الرسمي
- قصص ما قبل النوم على موقع IMDb (الإنجليزية)
- قصص ما قبل النوم على موقع ميتاكريتيك (الإنجليزية)
- قصص ما قبل النوم على موقع روتن توميتوز (الإنجليزية)
- قصص ما قبل النوم على موقع كينوبويسك (الروسية)
- قصص ما قبل النوم على موقع قاعدة بيانات الفيلم (الإنجليزية)